# Ogg második bolygója
Az Ogg második bolygója Lengyel Péter regénye, a magyar sci-fi egyik klasszikusa.

## Története
Az író 1969-ben írta. Első kiadása Budapesten jelent meg a Magvető Könyvkiadó gondozásában 1969-ben. Második kiadása szintén Budapesten, a Móra Ferenc Könyvkiadó Kozmosz Fantasztikus Könyvek sorozatában, 1984-ben.
A könyvnek nagy sikere volt Magyarországon és külföldön is. Megjelent német nyelven (Düsseldorf, Econ, 1972., tr. G. Feidel.), lengyel (1982), japán (1978) és cseh (1981) nyelveken is.
A könyv példányai jelenleg ritkaságnak számítanak.

## Történet
|  | Alább a cselekmény részletei következnek! |

Több ezer évvel ezelőtt az Eela bolygó civilizációja elérkezett a csillagközi utazás megvalósításához. Űrhajókat küldtek szerte a galaxisban több száz éves utazásokra. Találkoznak egy pusztító idegen létforma szinte legyőzhetetlen felderítőgépezetével, amit sikerül ártalmatlanná tenniük, és információt szerezni belőle az azt kiküldő létformáról, de ezt eltitkolják a lakosság elől. Az utolsónak visszatérő felderítő űrhajó legénysége azonban megfejti a titkot, és cselekvésre késztetik a vezetőséget. Az idegen fenyegetés miatt kénytelenek új otthont, egy másik lakható naprendszert keresni, majd az anyabolygót elpusztítják. A költözés után az emberi faj felfedezi az elhagyott otthont. Felveszik a kapcsolatot a lakossággal, majd velük összefogva végül elérkeznek az idegen ellenséghez, azaz csak utolsó képviselőjükhöz, mivel azok időközben sikeresen kipusztították saját fajukat.
|  | Itt a vége a cselekmény részletezésének! |